# 역사가 보이는 언덕

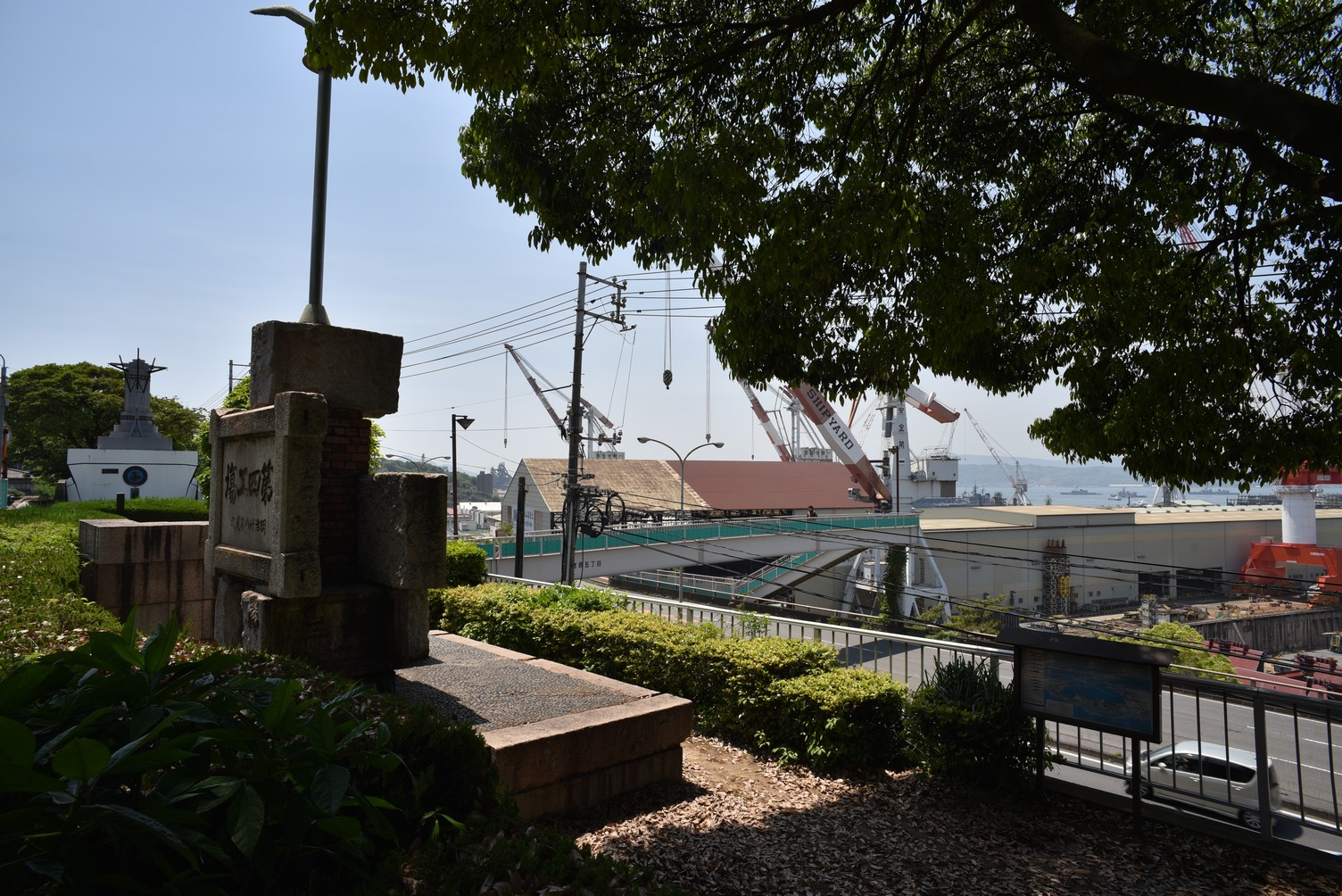
역사가 보이는 언덕

역사가 보이는 언덕(일본어: 歴史の見える丘)은 일본 히로시마현 구레시 미야하라에 있는 공원이다. 1982년, 국도 487호를 따라 구레시를 바라보는 작은 언덕에 길쭉한 부지에서 정비된 공원이다.